# Julia Sude
Julia Sude, née le 2 septembre 1987 à Gießen, est une joueuse de beach-volley allemande.
Elle remporte avec Chantal Laboureur la médaille de bronze des Championnats d'Europe de beach-volley en 2017 à Jurmala. C'est avec Karla Borger qu'elle remporte une nouvelle médaille de bronze, aux Championnats d'Europe de beach-volley 2021 à Vienne.